# Jérémy Stinat
Jérémy Stinat (Chartres, 15 dicembre 1978) è un arbitro di calcio ed ex calciatore francese.

## Carriera
Nel 2015 esordisce in Ligue 2 come arbitro, dopo averci giocato per diversi anni.